# Geometry of Love
Geometry of Love es un álbum de Jean Michel Jarre, publicado en 2003. Es su duodécimo álbum de estudio, pero el primero en publicarse con el sello discográfico Warner Music.

Este álbum tiene más en común con su predecesor Sessions 2000, pero en éste el estilo es más electrónico que jazz. La música iba a ser 'música lounge', para ser colocada como ambientación en las zonas 'Chill-Out' en clubes nocturnos. El álbum fue encargado por Jean-Roch, como una banda sonora para la discoteca Vip Room en Francia. El CD estaba destinado inicialmente en publicarse con 2000 copias. Sin embargo, fue publicado más tarde como un CD ampliamente disponible. Ahora ha sido discontinuado, pero todavía ésta disponible en formato de descarga digital.

La pista "Velvet Road" es un remix de su composición inédita "Children of Space" creado por Jarre para su concierto Rendez-Vous in the Space en Okinawa 2001.

Algunos sonidos de las pistas en el disco se utilizaron previamente en su álbum de 2001 Interior Music. Varias pistas de Geometry of Love se incluyeron en la compilación Sublime Mix en 2006.

## Lista de temas
| Geometry of Love |                             |          |  |
| N.º              | Título                      | Duración |  |
| 1.               | «Pleasure Principle»        | 6:14     |  |
| 2.               | «Geometry Of Love (Part 1)» | 3:51     |  |
| 3.               | «Soul Intrusion»            | 4:45     |  |
| 4.               | «Electric Flesh»            | 6:01     |  |
| 5.               | «Skin Paradox»              | 6:17     |  |
| 6.               | «Velvet Road»               | 5:54     |  |
| 7.               | «Near Djaina»               | 5:02     |  |
| 8.               | «Geometry Of Love (Part 2)» | 4:06     |  |
| 42:10            |                             |          |  |